# Endoufielle
Endoufielle (Endofièla en occitan) est une commune française située dans le département du Gers en région Occitanie. Sur le plan historique et culturel, la commune est dans le Savès, une petite province gasconne correspondant au cours moyen de la Save.
Exposée à un climat océanique altéré, elle est drainée par la Save, la Boulouze, le ruisseau de Laurio, le ruisseau d'en Peyblanc et par divers autres petits cours d'eau.
Endoufielle est une commune rurale qui compte 516 habitants en 2022, après avoir connu une forte hausse de la population depuis 1975.  Elle fait partie de l'aire d'attraction de Toulouse. Ses habitants sont appelés les Endoufiellois ou  Endoufielloises.

## Géographie

### Localisation
Endoufielle est une commune située en Gascogne dans le Savès en Rivière-Verdun, entre L'Isle-Jourdain et Samatan.

### Communes limitrophes
Endoufielle est limitrophe de sept autres communes. Elle est limitrophe du département de la Haute-Garonne par un quadripoint.
Les communes limitrophes sont  Auradé, Castillon-Savès, Cazaux-Savès, Marestaing, Pompiac et Seysses-Savès.
| Castillon-Savès | Marestaing  | Auradé                                      |
| Cazaux-Savès    | Endoufielle | Empeaux (Haute-Garonne, par un quadripoint) |
|                 | Pompiac     | Seysses-Savès                               |

### Géologie et relief
La superficie de la commune est de 1 710 hectares ; son altitude varie de 146  à   235 mètres.
Endoufielle se situe en zone de sismicité 1 (sismicité très faible).

### Hydrographie

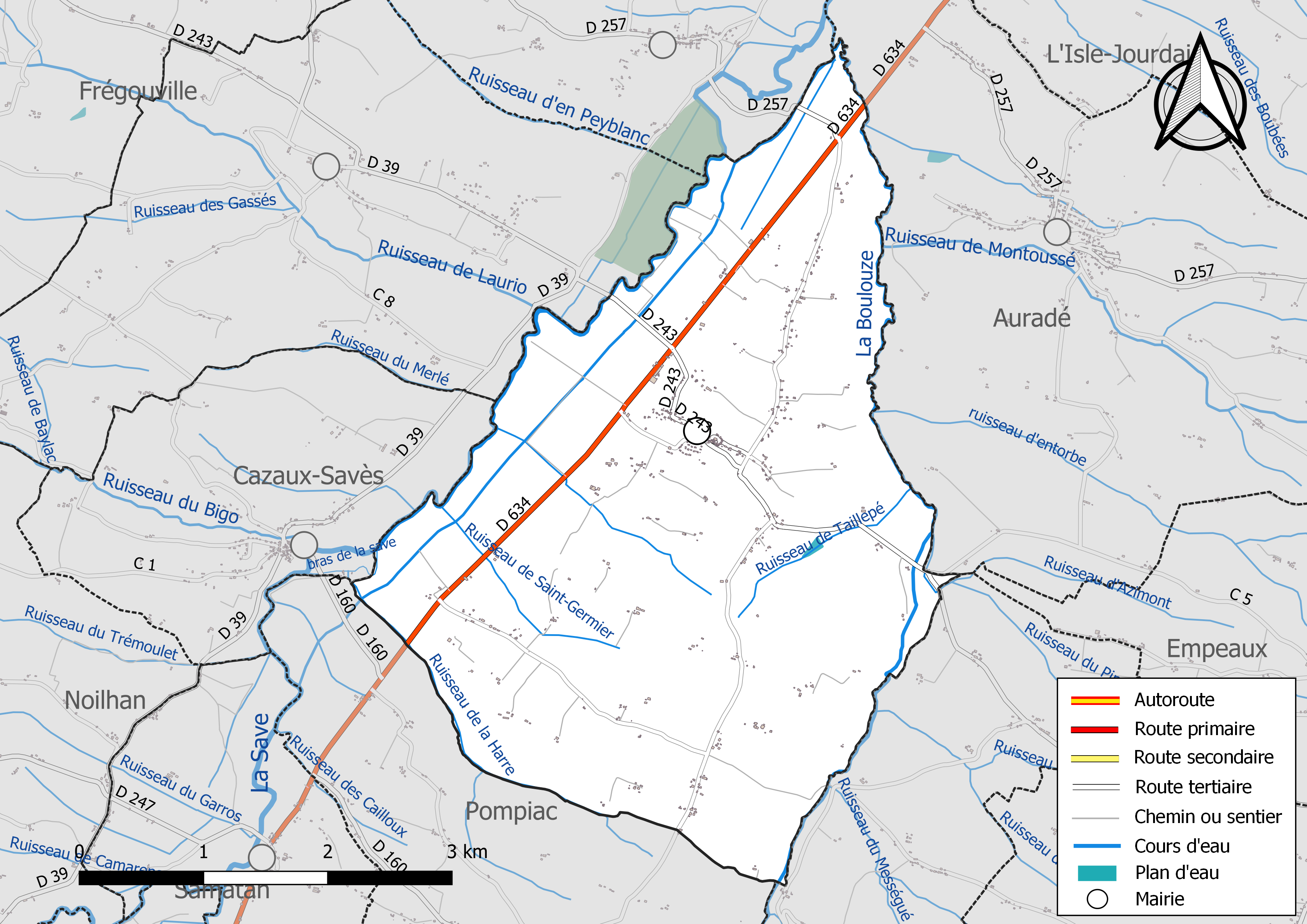
Réseaux hydrographique et routier d'Endoufielle.

La commune est dans le bassin de la Garonne, au sein du bassin hydrographique Adour-Garonne. Elle est drainée par la Save, la Boulouze, le ruisseau de Laurio, le ruisseau d'en Peyblanc, le ruisseau d'Azimont, le ruisseau de la Harre, le ruisseau de Saint-Germier, le ruisseau de Taillepé, le ruisseau du Merlé le ruisseau du Pinon et par divers petits cours d'eau, qui constituent un réseau hydrographique de 25 km de longueur totale,.
La Save, d'une longueur totale de 143 km, prend sa source dans la commune de Lannemezan et s'écoule du sud-ouest vers le nord-est. Elle traverse la commune et se jette dans la Garonne à Grenade, après avoir traversé 46 communes.
La Boulouze, d'une longueur totale de 19,7 km, prend sa source dans la commune de Lahage et s'écoule vers le nord. Elle traverse la commune et se jette dans La Save à Marestaing, après avoir traversé 10 communes.

### Climat
Pour des articles plus généraux, voir Climat de l'Occitanie et Climat du Gers.
En 2010, le climat de la commune est de type climat du Bassin du Sud-Ouest, selon une étude s'appuyant sur une série de données couvrant la période 1971-2000. En 2020, Météo-France publie une typologie des climats de la France métropolitaine dans laquelle la commune est exposée à un climat océanique altéré et est dans la région climatique Aquitaine, Gascogne, caractérisée par une pluviométrie abondante au printemps, modérée en automne, un faible ensoleillement au printemps, un été chaud (19,5 °C), des vents faibles, des brouillards fréquents en automne et en hiver et des orages fréquents en été (15 à 20 jours).
Pour la période 1971-2000, la température annuelle moyenne est de 13,2 °C, avec une amplitude thermique annuelle de 15,7 °C. Le cumul annuel moyen de précipitations est de 732 mm, avec 9,5 jours de précipitations en janvier et 5,7 jours en juillet. Pour la période 1991-2020, la température moyenne annuelle observée sur la station météorologique la plus proche, située sur la commune de L'Isle-Jourdain à 8 km à vol d'oiseau, est de 13,8 °C et le cumul annuel moyen de précipitations est de 708,9 mm,. Pour l'avenir, les paramètres climatiques de la commune estimés pour 2050 selon différents scénarios d'émission de gaz à effet de serre sont consultables sur un site dédié publié par Météo-France en novembre 2022.

### Milieux naturels et biodiversité
Aucun espace naturel présentant un intérêt patrimonial n'est recensé sur la commune dans l'inventaire national du patrimoine naturel,,.

## Urbanisme

### Typologie
Au 1er janvier 2024, Endoufielle est catégorisée commune rurale à habitat dispersé, selon la nouvelle grille communale de densité à sept niveaux définie par l'Insee en 2022.
Elle est située hors unité urbaine. Par ailleurs la commune fait partie de l'aire d'attraction de Toulouse, dont elle est une commune de la couronne,. Cette aire, qui regroupe 527 communes, est catégorisée dans les aires de 700 000 habitants ou plus (hors Paris),.

### Occupation des sols
L'occupation des sols de la commune, telle qu'elle ressort de la base de données européenne d’occupation biophysique des sols Corine Land Cover (CLC), est marquée par l'importance des territoires agricoles (100 % en 2018), une proportion identique à celle de 1990 (100 %). La répartition détaillée en 2018 est la suivante : 
terres arables (79,1 %), zones agricoles hétérogènes (20,9 %). L'évolution de l’occupation des sols de la commune et de ses infrastructures peut être observée sur les différentes représentations cartographiques du territoire : la carte de Cassini (XVIIIe siècle), la carte d'état-major (1820-1866) et les cartes ou photos aériennes de l'IGN pour la période actuelle (1950 à aujourd'hui).

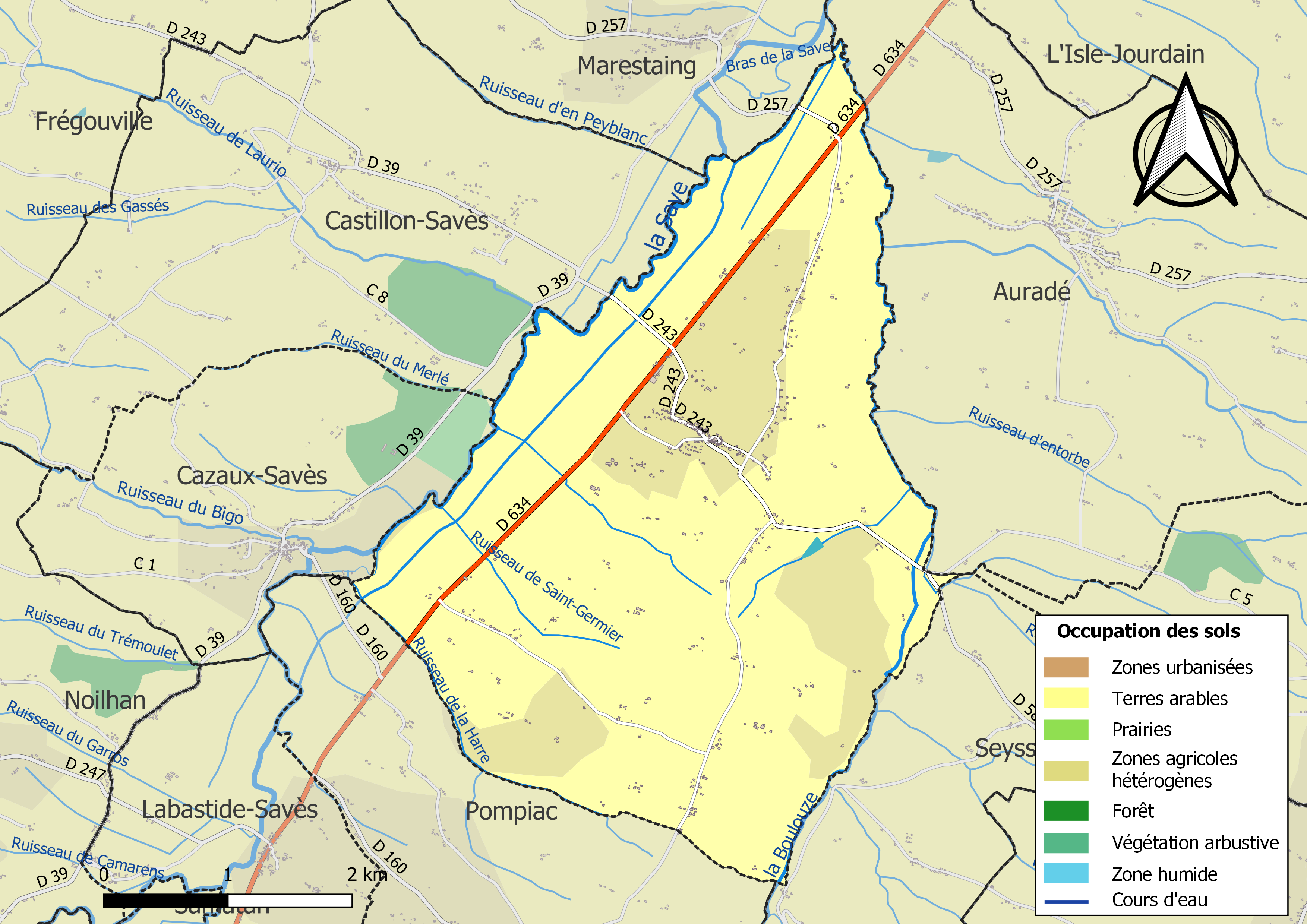
Carte des infrastructures et de l'occupation des sols de la commune en 2018 (CLC).

### Voies de communication et transports
Accès avec la RN 124 puis la départementale D 634 ancienne route nationale 634. Par le train en gare de L'Isle-Jourdain sur la ligne SNCF Toulouse - Auch.

### Risques majeurs
Le territoire de la commune d'Endoufielle est vulnérable à différents aléas naturels : météorologiques (tempête, orage, neige, grand froid, canicule ou sécheresse), inondations et séisme (sismicité très faible). Un site publié par le BRGM permet d'évaluer simplement et rapidement les risques d'un bien localisé soit par son adresse soit par le numéro de sa parcelle.
Certaines parties du territoire communal sont susceptibles d’être affectées par le risque d’inondation par débordement de cours d'eau, notamment la Save et la Boulouze. La cartographie des zones inondables en ex-Midi-Pyrénées réalisée dans le cadre du XIe Contrat de plan État-région, visant à informer les citoyens et les décideurs sur le risque d’inondation, est accessible sur le site de la DREAL Occitanie. La commune a été reconnue en état de catastrophe naturelle au titre des dommages causés par les inondations et coulées de boue survenues en 1999, 2009 et 2017,.

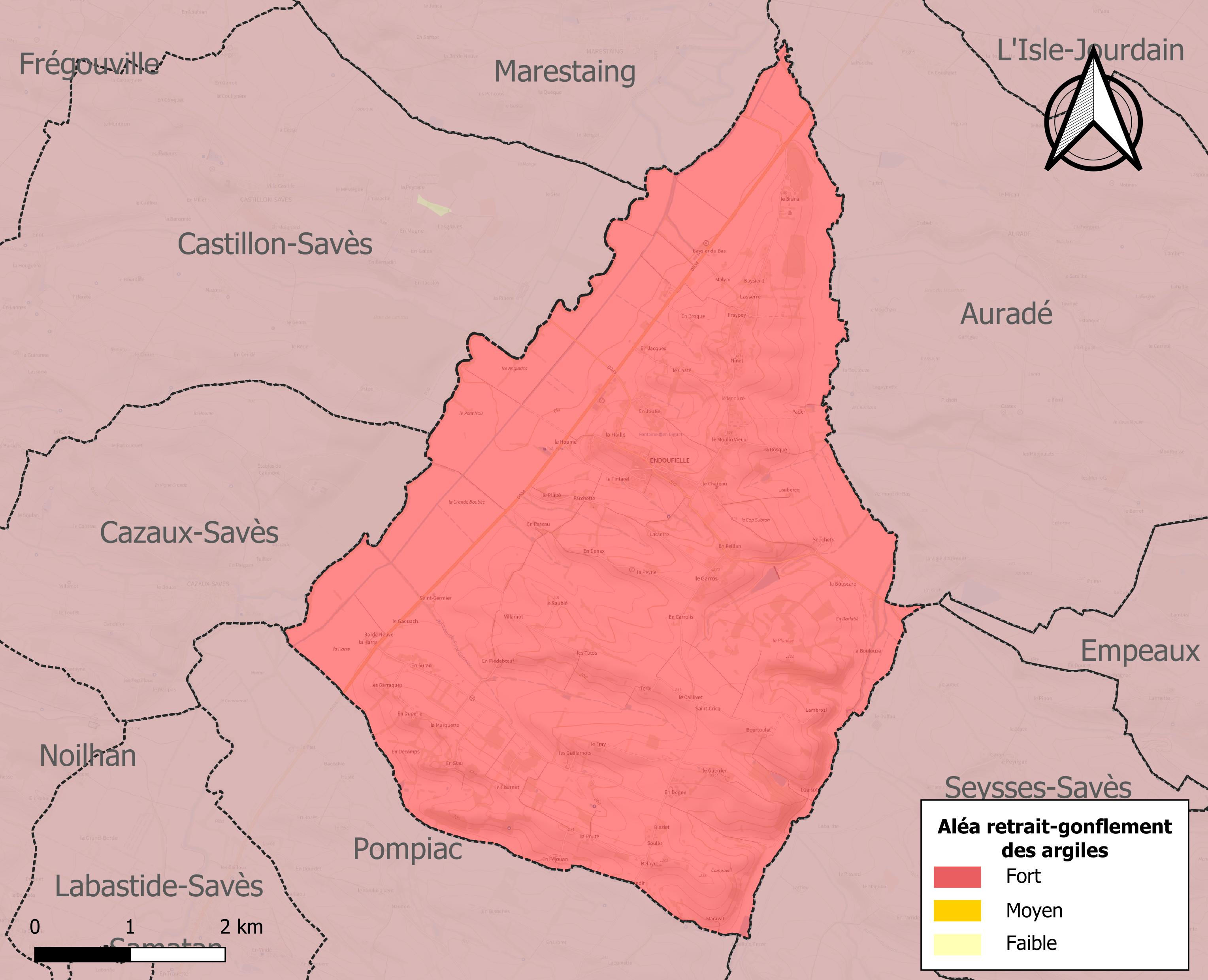
Carte des zones d'aléa retrait-gonflement des sols argileux d'Endoufielle.

Le retrait-gonflement des sols argileux est susceptible d'engendrer des dommages importants aux bâtiments en cas d’alternance de périodes de sécheresse et de pluie. La totalité de la commune est en aléa moyen ou fort (94,5 % au niveau départemental et 48,5 % au niveau national). Sur les 250 bâtiments dénombrés sur la commune en 2019, 250 sont en aléa moyen ou fort, soit 100 %, à comparer aux 93 % au niveau départemental et 54 % au niveau national. Une cartographie de l'exposition du territoire national au retrait gonflement des sols argileux est disponible sur le site du BRGM,.
Par ailleurs, afin de mieux appréhender le risque d’affaissement de terrain, l'inventaire national des cavités souterraines permet de localiser celles situées sur la commune.
Concernant les mouvements de terrains, la commune a été reconnue en état de catastrophe naturelle au titre des dommages causés par la sécheresse en 1989, 1992, 1993, 1999, 2003, 2011 et 2016 et par des mouvements de terrain en 1999.

## Toponymie
Attestations anciennes : Andofielle 1569, Andofiella 1570, Andofiele 1695, Andoufielle 1724, Andouffielle 1727, Andofiel 1783, Endouffielle 1753/1785, Andoufielle 1793, Eudouffielle 1801, Andofiel 1804, Endoufielle 1854, Andoufielle 1857, Endoufielle 1825/1866.
Le nom de ce lieu est connu depuis le milieu du XIe siècle par celui d'Aton, seigneur d'Endoufielle, mais l'attestation de la forme primitive fait défaut.
Il s'agit sans doute d'un nom de lieu mérovingien en -villa qui a donné -viala en languedocien, vièla en gascon, francisé par la suite en -ville, -vielle ou -fielle dans la même région.
Le premier élément est sans doute le nom de personne Andulfus, forme latinisée d'un anthroponyme gotique cité par Marie-Thérèse Morlet, -vielle serait passé à -fielle, par assimilation du [v] de -villa au [f] de l'anthroponyme. Quant à l'initiale primitive An-, elle paraît avoir été tardivement modifiée en En-, peut-être d'après les très nombreux toponymes en en + noms de personnes attestés dans le Gers.
Le nom de personne Andulfus se perpétue peut-être dans le patronyme Andou attesté dans le sud ouest à époque ancienne, et certainement dans le patronyme italien Andolfi.
L'hypothèse d'une origine gotique du premier élément est renforcée par le fait que -ville est précédé le plus souvent par un nom de personne germanique, ainsi que par l'existence, dans les environs immédiats, du village de Goudourville qui remonte, selon Albert Dauzat et Charles Rostaing, à Gothorum villa « village des Goths ».
La même variante en -fielle se retrouve par ailleurs dans Renoufielle (ancienne paroisse, aujourd'hui lieu-dit à L'Isle-Jourdain : Renoufielle 1595 et 1763, Renouffiel 1763/1788, Renouffielle 1753/1785) et dans Ségoufielle (Seguenvilla 1196).

## Histoire
Divers seigneurs d'Endoufielle peuvent être identifiés :
- Aton d'Andoufielle (11e s.), fils de Raymond Aton, seigneur de l'Hille (future Isle-Jourdain), et frère de saint Bertrand (né vers 1047), archevêque d’Auch. Aton prit le nom de la terre de son apanage. Il épousa la fille du baron de Montaut, dont il eut Guillaume, autre archevêque d'Auch[33].
- Étienne du Gout, écuyer, seigneur d'Andoufielle et de Saint-Germier, écuyer d'écurie du comte d'Armagnac, qui épousa Claire de Galard, dame de Saint-Germier. Il est nommé dans deux actes datés des 10 février 1465 et 28 février 1467[44].
- Alain Frédéric d'Ornezan, seigneur d’Andofielle, mort en 1569[24].
- Jean de Lastours, seigneur d’Andofiella, responsable en 1570 d'une compagnie de soldats en garnisons à Lisle-sur-Tarn[25].
- Messire François de Bonfontan, baron d’Andoufielle, cité dans un arrêt du Parlement de Toulouse rendu contre lui le 6 septembre 1724[27].
- Philippe de Bonfontan, chevalier, seigneur, baron d'Endoufielle, comte du Puy, seigneur de Lissac, Labatut et autres places, capitoul-gentilhomme, cité en 1786 et 1787 en tant que membre de la nouvelle administration déterminée par arrêt du Conseil et l'ordonnance du Roi du 26 juin 1778[45].

## Politique et administration

### Administration municipale
Le nombre d'habitants au recensement de 2011 étant compris entre 500 et 1 499 habitants, le nombre de membres du conseil municipal pour l'élection de 2014 est de quinze,.

### Rattachements administratifs et électoraux
Commune faisant partie de la communauté de communes de la Gascogne Toulousaine et du canton de L'Isle-Jourdain et avant le 1er janvier 2017 elle faisait partie de la communauté de communes de la Save Lisloise.

### Liste des maires
| Période                                  | Période  | Identité          | Étiquette | Qualité |
| ---------------------------------------- | -------- | ----------------- | --------- | ------- |
| avant 1981                               | ?        | Camille Lairle    | DVG       |         |
| mars 2001                                | 2014     | Michelle Lannes   |           |         |
| mars 2014                                | En cours | Pascale Terrasson |           |         |
| Les données manquantes sont à compléter. |          |                   |           |         |

## Équipements et services publics

### Eau et déchets
La collecte et le traitement des déchets des ménages et des déchets assimilés ainsi que la protection et la mise en valeur de l'environnement se font dans le cadre de la communauté de communes de la Gascogne Toulousaine.

### Enseignement
Endoufielle fait partie de l'académie de Toulouse.

## Population et société

### Démographie
L'évolution du nombre d'habitants est connue à travers les recensements de la population effectués dans la commune depuis 1793. Pour les communes de moins de 10 000 habitants, une enquête de recensement portant sur toute la population est réalisée tous les cinq ans, les populations de référence des années intermédiaires étant quant à elles estimées par interpolation ou extrapolation. Pour la commune, le premier recensement exhaustif entrant dans le cadre du nouveau dispositif a été réalisé en 2004.

En 2022, la commune comptait 516 habitants, en évolution de −3,91 % par rapport à 2016 (Gers : +1,04 %, France hors Mayotte : +2,11 %).
| 1793 | 1800 | 1806 | 1821 | 1831 | 1841 | 1846 | 1851 | 1856 |
| ---- | ---- | ---- | ---- | ---- | ---- | ---- | ---- | ---- |
| 761  | 811  | 927  | 915  | 885  | 870  | 867  | 853  | 823  |

| 1861 | 1866 | 1872 | 1876 | 1881 | 1886 | 1891 | 1896 | 1901 |
| ---- | ---- | ---- | ---- | ---- | ---- | ---- | ---- | ---- |
| 808  | 790  | 742  | 720  | 726  | 679  | 656  | 668  | 621  |

| 1906 | 1911 | 1921 | 1926 | 1931 | 1936 | 1946 | 1954 | 1962 |
| ---- | ---- | ---- | ---- | ---- | ---- | ---- | ---- | ---- |
| 622  | 591  | 483  | 538  | 520  | 521  | 504  | 416  | 402  |

| 1968 | 1975 | 1982 | 1990 | 1999 | 2004 | 2006 | 2009 | 2014 |
| ---- | ---- | ---- | ---- | ---- | ---- | ---- | ---- | ---- |
| 348  | 310  | 312  | 397  | 446  | 514  | 531  | 561  | 543  |

| 2019 | 2022 | - | - | - | - | - | - | - |
| ---- | ---- | - | - | - | - | - | - | - |
| 506  | 516  | - | - | - | - | - | - | - |

| selon la population municipale des années : | 1968 | 1975 | 1982 | 1990 | 1999 | 2006 | 2009 | 2013 |
| Rang de la commune dans le département      | 78   | 119  | 103  | 72   | 62   | 57   | 56   | 59   |
| Nombre de communes du département           | 466  | 462  | 462  | 462  | 463  | 463  | 463  | 463  |

### Manifestations culturelles et festivités

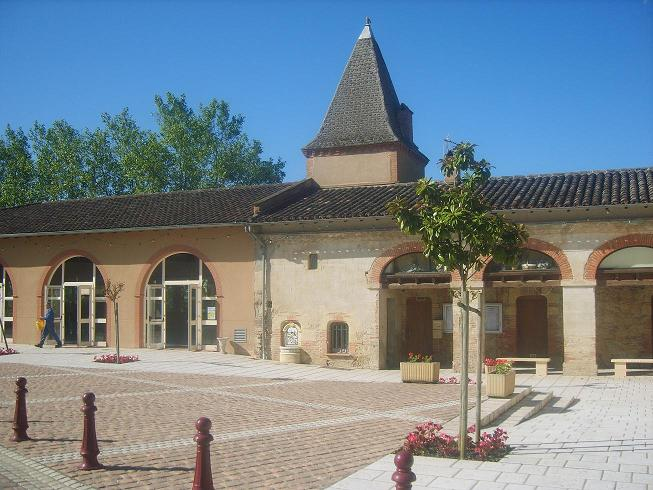
Salle des fêtes d'Endoufielle.

Salle des fêtes,

### Sports et loisirs
Chasse, pétanque,

## Économie

### Revenus
En 2018  (données Insee publiées en septembre 2021), la commune compte 206 ménages fiscaux, regroupant 507 personnes. La médiane du revenu disponible par unité de consommation est de 24 320 € (20 820 € dans le département).

### Emploi
|                | 2008  | 2013  | 2018  |
| -------------- | ----- | ----- | ----- |
| Commune        | 4,9 % | 6,1 % | 4,5 % |
| Département    | 6,1 % | 7,5 % | 8,2 % |
| France entière | 8,3 % | 10 %  | 10 %  |

En 2018, la population âgée de 15 à 64 ans s'élève à 340 personnes, parmi lesquelles on compte 81,1 % d'actifs (76,6 % ayant un emploi et 4,5 % de chômeurs) et 18,9 % d'inactifs,. Depuis 2008, le taux de chômage communal (au sens du recensement) des 15-64 ans est inférieur à celui de la France et du département.
La commune fait partie de la couronne de l'aire d'attraction de Toulouse, du fait qu'au moins 15 % des actifs travaillent dans le pôle,. Elle compte 56 emplois en 2018, contre 83 en 2013 et 79 en 2008. Le nombre d'actifs ayant un emploi résidant dans la commune est de 266, soit un indicateur de concentration d'emploi de 20,9 % et un taux d'activité parmi les 15 ans ou plus de 65,6 %.
Sur ces 266 actifs de 15 ans ou plus ayant un emploi, 40 travaillent dans la commune, soit 15 % des habitants. Pour se rendre au travail, 92 % des habitants utilisent un véhicule personnel ou de fonction à quatre roues, 2,3 % les transports en commun, 1,2 % s'y rendent en deux-roues, à vélo ou à pied et 4,6 % n'ont pas besoin de transport (travail au domicile).

### Activités hors agriculture
36 établissements sont implantés  à Endoufielle au 31 décembre 2019. Le tableau ci-dessous en détaille le nombre par secteur d'activité et compare les ratios avec ceux du département,.
| Secteur d'activité                                                                                        | Commune | Commune | Département |
| Secteur d'activité                                                                                        | Nombre  | %       | %           |
| --- | ------- | ------- | ----------- |
| Ensemble                                                                                                  | 36      |         |             |
| Industrie manufacturière, industries extractives et autres                                                | 6       | 16,7 %  | (12,3 %)    |
| Construction                                                                                              | 5       | 13,9 %  | (14,6 %)    |
| Commerce de gros et de détail, transports, hébergement et restauration                                    | 5       | 13,9 %  | (27,7 %)    |
| Information et communication                                                                              | 1       | 2,8 %   | (1,8 %)     |
| Activités spécialisées, scientifiques et techniques et activités de services administratifs et de soutien | 10      | 27,8 %  | (14,4 %)    |
| Administration publique, enseignement, santé humaine et action sociale                                    | 2       | 5,6 %   | (12,3 %)    |
| Autres activités de services                                                                              | 7       | 19,4 %  | (8,3 %)     |

Le secteur des activités spécialisées, scientifiques et techniques et des activités de services administratifs et de soutien est prépondérant sur la commune puisqu'il représente 27,8 % du nombre total d'établissements de la commune (10 sur les 36 entreprises implantées  à Endoufielle), contre 14,4 % au niveau départemental.

### Agriculture
La commune est dans les « Coteaux du Gers », une petite région agricole occupant l'est du département du Gers. En 2020, l'orientation technico-économique de l'agriculture  sur la commune est la culture de céréales et/ou d'oléoprotéagineuses.
|               | 1988  | 2000  | 2010  | 2020  |
| ------------- | ----- | ----- | ----- | ----- |
| Exploitations | 40    | 24    | 23    | 18    |
| SAU (ha)      | 1 514 | 1 169 | 1 413 | 1 219 |

Le nombre d'exploitations agricoles en activité et ayant leur siège dans la commune est passé de 40 lors du recensement agricole de 1988  à 24 en 2000 puis à 23 en 2010 et enfin à 18 en 2020, soit une baisse de 55 % en 32 ans. Le même mouvement est observé à l'échelle du département qui a perdu pendant cette période 51 % de ses exploitations,. La surface agricole utilisée sur la commune a également diminué, passant de 1 514 ha en 1988 à 1 219 ha en 2020. Parallèlement la surface agricole utilisée moyenne par exploitation a augmenté, passant de 38 à 68 ha.

## Culture locale et patrimoine

### Lieux et monuments
- Église Saint-Germier à clocher mur.
- Chapelle du cimetière.

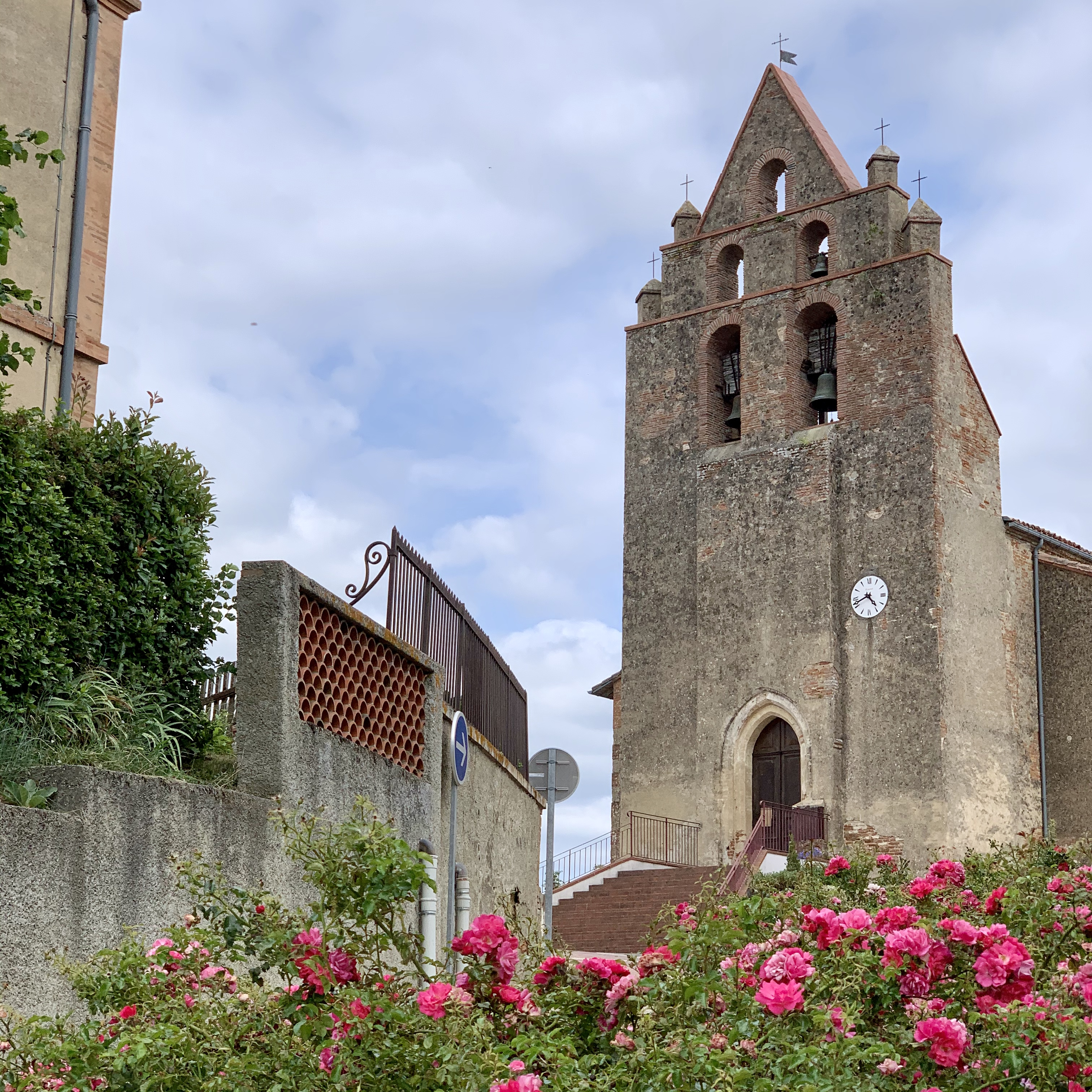
Église Saint-Germier.
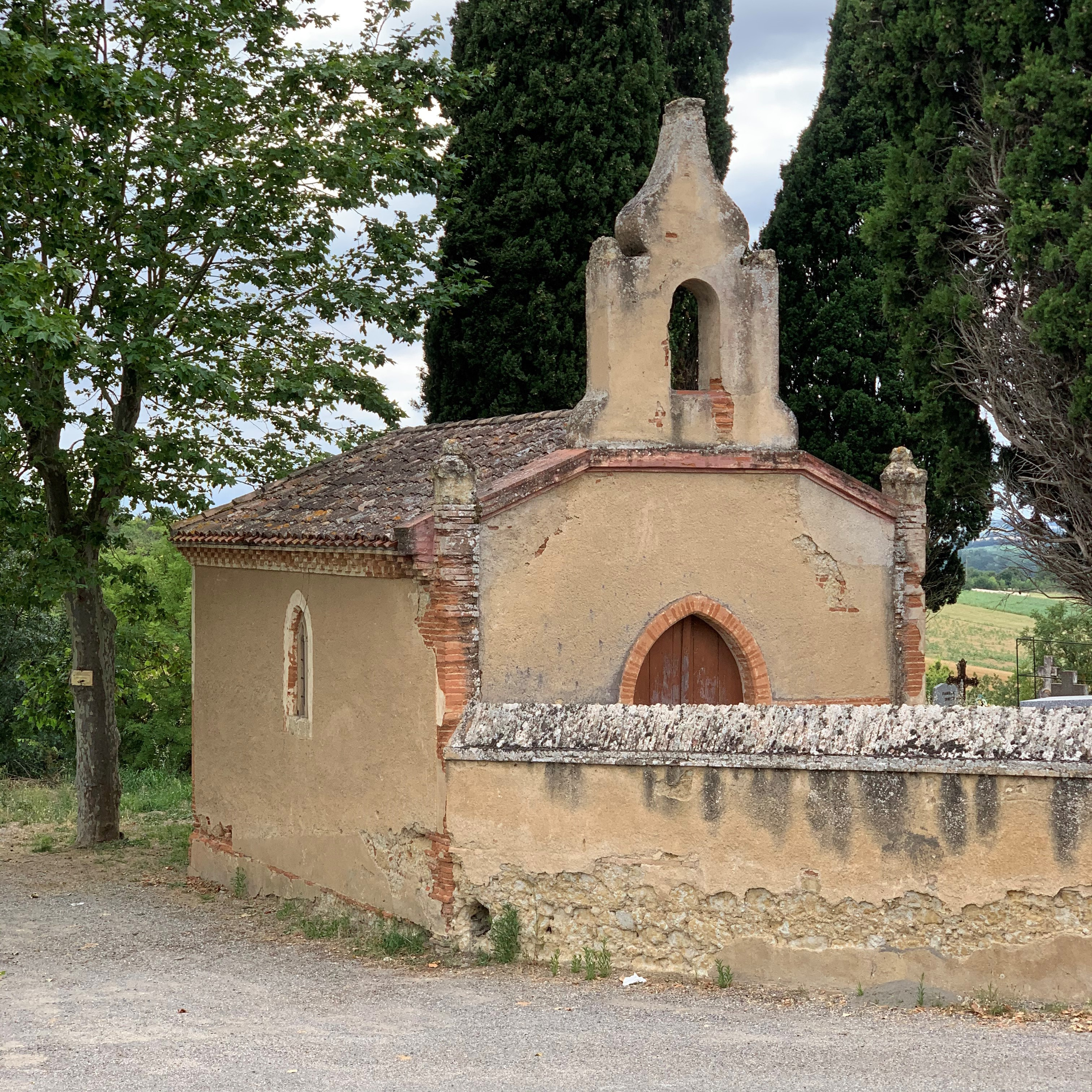
Chapelle du cimetière.
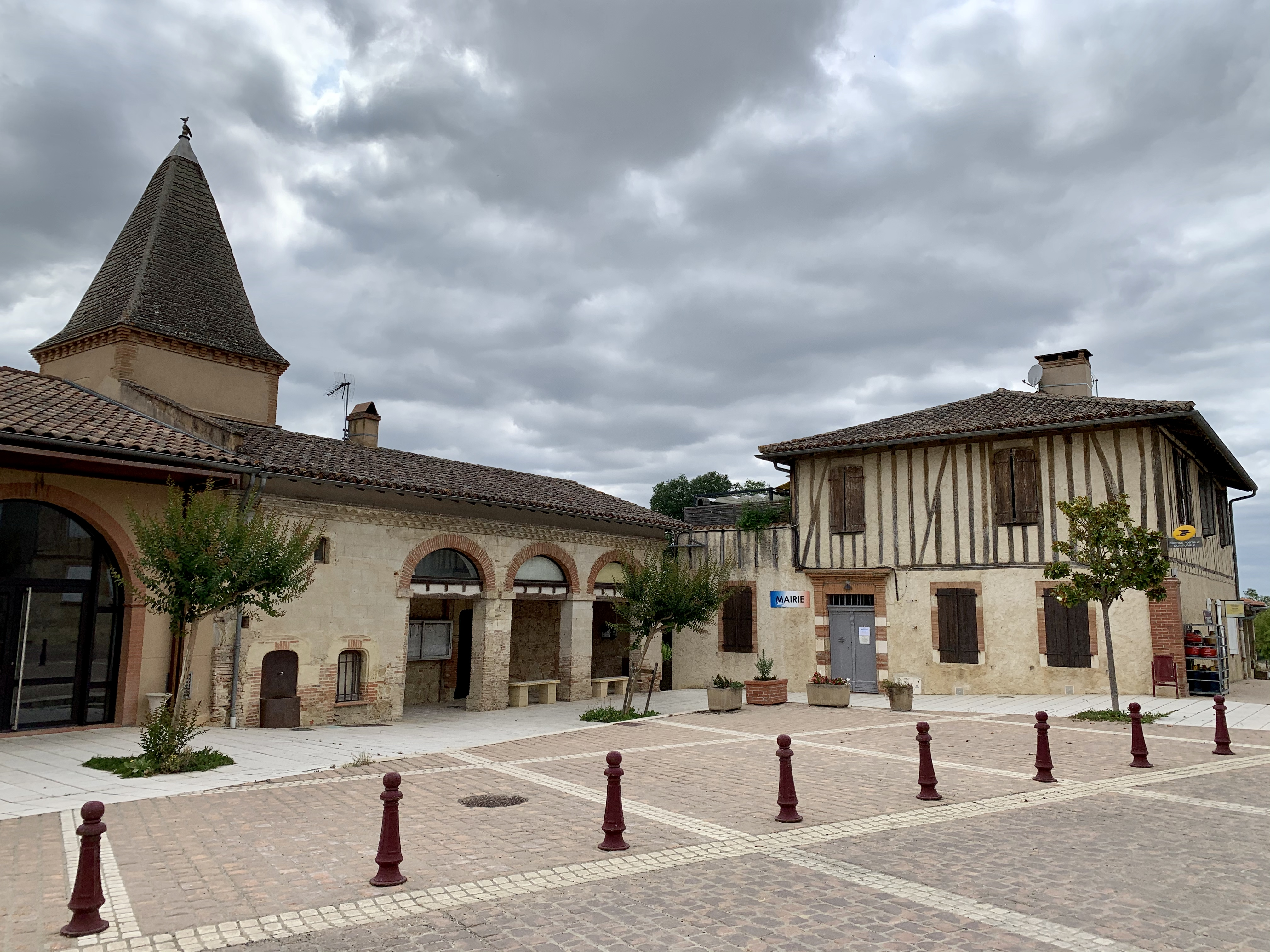
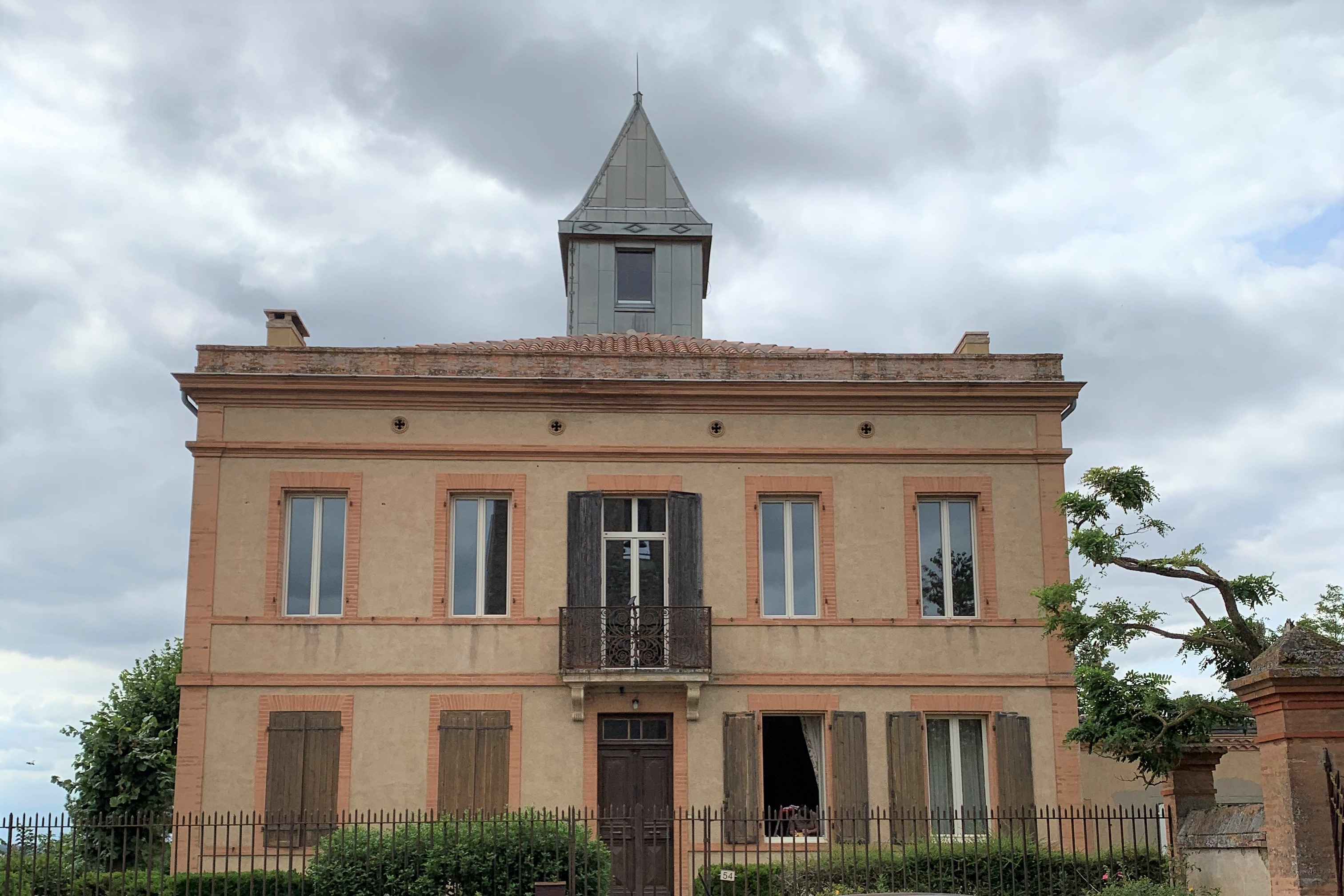

### Personnalités liées à la commune
- Louis Lafforgue (1892-1934) : homme politique mort à Endoufielle.

### Héraldique
| Blason | Blasonnement : Tiercé en pairle renversé : au premier de gueules à la croix cléchée, vidée, pommetée de douze pièces d'or, au second d'argent au lion de gueules, au troisième d'azur à la gerbe de blé d'or liée de gueules. |